# Lollapalooza
Lollapalooza è un festival musicale annuale itinerante che vede esibirsi musicisti alternative rock, rap e punk, oltre a spettacoli di danza e di commedia teatrale. Durante lo svolgimento del festival vengono ospitate anche varie bancarelle di artigiani.
Nato nel 1991 grazie a Perry Farrell, cantante dei Jane's Addiction e dei Porno for Pyros, è stato un evento annuale fino al 1997. Ha avuto un periodo di pausa fino al 2002, e dal 2003 ne è stata ripresa l'organizzazione e lo svolgimento. Nel 2011, la società Geo Eventi confermò la versione brasiliana della manifestazione, che si tenne presso il Jockey Club a San Paolo il 7 e 8 aprile 2012.

## Storia del festival

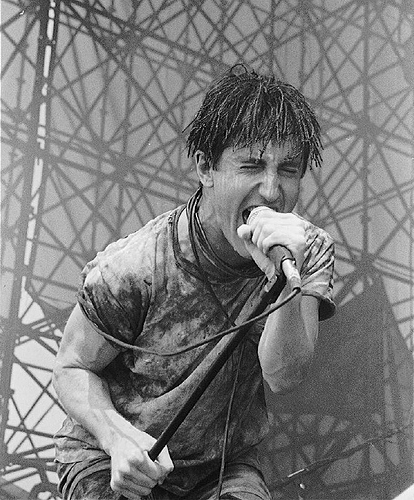
Trent Reznor dei Nine Inch Nails durante l'esibizione al Lollapalooza (1991).

Perry Farrell ebbe l'idea di creare il Lollapalooza in seguito all'ultimo tour dei Jane's Addiction, prima dello scioglimento della band. Il termine Lollapalooza vuole indicare qualcosa di eccezionale e di insolito. Farrell sentì la parola in un episodio della commedia statunitense The Three Stooges, e dato che gli piaceva il suono della parola, lo adottò per il festival.
Rispetto ad altri festival, come quello di Woodstock e lo US Festival, che si svolsero un'unica volta e in un unico luogo, il Lollapalooza è un festival articolato in diverse date, che attraversa principalmente gli Stati Uniti ed il Canada. In pratica è come dire che invece di portare il pubblico da diverse città a riunirsi per la visione di un evento, è l'evento stesso che, facendo tappa in diverse città, va a trovare il pubblico, portando la cultura underground della costa est ed ovest degli Stati Uniti nel cuore della nazione stessa. Grazie a questo, molta gente che ha partecipato all'evento ha detto che il Lollapalooza è totalmente diverso da qualsiasi altro festival, oltre ad essere un importante veicolo per diffondere la musica alternativa del periodo.
La line-up di artisti della prima edizione del 1991 era abbastanza eclettica, spaziando dal rap di Ice-T all'industrial dei Nine Inch Nails. Il fatto di mischiare al suo interno più generi molto diversi tra loro, fece guadagnare al festival un'aria di indipendenza dal rock delle corporazioni, o rock delle major.
Un altro fatto che portò al successo il festival, fu quello di includere ospiti non necessariamente musicali. Artisti come Jim Rose Circus, in pratica un cosiddetto freak show, e gli Shaolin Monks, fecero in modo di allargare i limiti della tradizionale cultura rock. Ospitava inoltre una tenda dove vari artisti esponevano i loro lavori, ci si poteva cimentare a giocare con videogiochi di realtà virtuale, ed in più vi trovavano posto banchetti informativi su gruppi politici ed ambientali nonprofit. In pratica, il Lollapalooza non rappresentava solo una jam di superstar del rock, ma un evento culturale ben più ampio.
Dopo la prima edizione che prevedeva un solo palco, venne introdotto un secondo palco (nel 1996 anche un terzo) per l'esibizione di band emergenti e locali. L'introduzione del secondo palco portò giovamento al festival, dato che il pubblico poteva ascoltare anche la nuova generazione di band underground, alcune delle quali, probabilmente proprio grazie al fatto di esibirsi davanti ad un folto pubblico di ascoltatori e di addetti ai lavori, avrebbero avuto grandi opportunità di farsi notare. Molte di queste band, successivamente, riuscirono ad arrivare al successo commerciale.

### Successo e declino
L'esplosione del fenomeno Grunge nei primi anni novanta diede impulso al Lollapalooza, che ospitò negli anni tra il 1992 ed il 1994 molte delle band che erano riunite sotto questa etichetta. I fenomeni come il pogo, il mosh ed il crowd surfing divennero parte integrante dei concerti. Sempre in questi anni vi fu un grosso incremento alla partecipazione al festival da parte degli artisti più disparati. Vi si potevano trovare microfoni aperti per la lettura di scritti vari, e per comizi, oltre a postazioni per l'esecuzione di tatuaggi e piercing, insomma una varietà impressionante di attività collaterali.
Nel 1994 il grunge aveva raggiunto l'apice del successo. Fu anche un anno tragico per il Lollapalooza. Infatti i Nirvana, la band che aveva fatto uscire il grunge dall'underground, erano previsti in quell'anno come headliner, ma la loro esibizione venne cancellata a causa del suicidio del cantante della band, Kurt Cobain. Il loro posto come headliner venne preso dagli Smashing Pumpkins. La vedova di Kurt Cobain, Courtney Love, fece delle apparizioni a sorpresa durante le esibizioni di vari artisti, soprattutto durante l'esibizione degli Smashing Pumpkins, parlando al pubblico riguardo alla morte del marito. Molte risse ed incidenti segnarono quell'edizione, facendo perdere al festival quel senso di tranquillità, collaborazione e di comunità che aveva avuto fino a quel momento.
Negli ultimi anni di questa prima fase del Lollapalooza, venne perso l'interesse per il festival. Perry Farrell, che era l'anima del festival, chiuse l'organizzazione per concentrarsi sul nuovo festival che aveva in progetto, l'ENIT. Inoltre, molti dei generi che il Lollapalooza aveva promosso in quegli anni, erano ormai entrati a far parte del circolo mainstream od erano addirittura passati di moda. Molti sforzi vennero fatti per tenere il festival a livello rilevante, come l'inclusione di esponenti di generi che fino a quel momento ancora non avevano fatto parte dell'evento, come per esempio il musicista country Waylon Jennings, oppure il gruppo esponente del genere elettronico alternativo dei Prodigy. Nel 1997, comunque, il concetto del Lollapalooza aveva perso molto dell'interesse suscitato fino a quel momento, tanto che dall'anno seguente, il 1998, e fino al 2002, non si svolse, principalmente perché proprio nel 1998 non venne trovato nessun gruppo disponibile a fare da headliner.

### La rinascita
Nel 2003 Perry Farrell riunisce i Jane's Addiction e programma un nuovo tour per il Lollapalooza. Il programma del tour include date in 30 città tra luglio ed agosto. Il tour ottiene però uno scarso successo, dovuto principalmente al prezzo alto dei biglietti ed alla sponsorizzazione massiccia da parte delle major. Venne quindi programmato un nuovo tour per il 2004, che venne però cancellato data la scarsa vendita di biglietti.
Farrell cede allora i diritti del Lollapalooza a Capital Sports & Entertainment, società che aveva organizzato anche l'Austin City Limits Music Festival. La Capital Sports & Entertainment fa resuscitare il Lollapalooza nel 2005, organizzando l'evento in due date, il 23 ed il 24 luglio, a Chicago, nel Grant Park, con una grande varietà di artisti (circa 70 divisi su 5 palchi). Questa edizione ebbe un buon successo, nonostante il gran caldo del periodo, ed ospitò circa 30.000 spettatori.

## Gruppi e singoli musicisti per anno

### 1991
Luogo: America del Nord
Date: 18 luglio 1991 - 28 agosto 1991
Palco principale (Main Stage): Jane's Addiction, Siouxsie and the Banshees, Nine Inch Nails, Living Colour, Ice-T & Body Count, Butthole Surfers, Rollins Band, Violent Femmes, Fishbone

### 1992
Luogo: America del Nord
Date: 18 luglio 1992 - 13 settembre 1992
Palco principale: Red Hot Chili Peppers, Ministry, Ice Cube, Soundgarden, The Jesus and Mary Chain, Pearl Jam, Lush, Temple of the Dog
Secondo palco: Jim Rose Circus, Sharkbait, Archie Bell, Porno for Pyros, Basehead, Cypress Hill, House of Pain, Sweaty Nipples, Arson Garden, Seaweed, Seam, Boo-Yaa T.R.I.B.E., The Look People, Stone Temple Pilots, Vulgar Boatmen, Truly, Skrew, Tribe, The Authority, Samba Hell, Rage Against the Machine, Chris Cornell ed Eddie Vedder

### 1993
Luogo: America del Nord
Date: 18 giugno 1993 - 7 agosto 1993
Palco principale: Primus, Alice in Chains, Dinosaur Jr., Fishbone, Arrested Development, Front 242, Babes in Toyland, Tool, Rage Against the Machine
Secondo palco: Sebadoh, Cell, Unrest, Mercury Rev, Mosquito, Free Kitten, Royal Trux, Tsunami, Mutabaruka, The Coctails, Scrawl, Luscious Jackson, Genitorturers, Truly, Eggs, Girls Against Boys, Thurston Moore, Glue, Karl Hendrick's Trio, Hurl

### 1994
Luogo: America del Nord
Date: 7 luglio 1994 - 5 settembre 1994
Palco principale: Smashing Pumpkins, Beastie Boys, George Clinton & the P.Funk All-Stars, The Breeders, A Tribe Called Quest, Nick Cave and the Bad Seeds, L7, Boredoms (prima metà del tour), Green Day (seconda metà del tour)
Secondo palco: The Flaming Lips, The Verve, The Boo Radleys, The Frogs, Guided By Voices, Lambchop, Girls Against Boys, Rollerskate Skinny, Palace Songs, Stereolab, FU-Schnickens, The Pharcyde, Shudder To Think, Luscious Jackson, King Kong, Charlie Hunter Trio, Shonen Knife, Blast Off Country Style, Souls of Mischief, Cypress Hill, Black Crowes

### 1995
Luogo: America del Nord
Date: 4 luglio 1995 - 18 agosto 1995
Palco principale: Sonic Youth, Hole, Cypress Hill, Pavement, Sinéad O'Connor (per le prime date, dopo lasciò perché era incinta), Elastica (rimpiazzarono la O'Connor, ed anche Moby per alcune date), Beck, The Jesus Lizard, The Mighty Mighty Bosstones
Secondo palco: Coolio, Doo Rag, Possum Dixon, Poster Children, Yo La Tengo, Brainiac, The Coctails, The Geraldine Fibbers, The Dambuilders, Laika, The Pharcyde, Tuscadero, Built to Spill, Helium, Redman, St. Johnny, Dirty Three, Mike Watt, Versus, Hum, Blonde Redhead, The Roots, Blowhole, The Zeros, Pork Queen, Thomas Jefferson Slave Apartments, Sabalon Glitz, Psychotica, Patti Smith, Overpass, Moby, Superchunk, Beck (in versione perlopiù acustica)

### 1996
Luogo: America del Nord
Date: 27 giugno 1996 - 4 agosto 1996
Palco principale: Metallica, Soundgarden, Cocteau Twins, Waylon Jennings, Cheap Trick, Violent Femmes, The Tea Party, Wu-Tang Clan, Rage Against the Machine, Steve Earle, Devo, Ramones, Rancid, Shaolin Monks, Screaming Trees, Psychotica
Secondo palco: Beth Hart Band, Girls Against Boys, Ben Folds Five, Ruby, Cornershop, You Am I, Soul Coughing, Sponge, The Melvins, Satchel, Jonny Polonsky, Fireside
Palco Indie: Chune, Moonshake, Lutefisk, Capsize 7, The Cows, Long Fin Killie, Thirty Ought Six, Varnaline, Crumb

### 1997
Luogo: America del Nord
Date: 25 giugno 1997 - 16 agosto 1997
Palco principale: Orbital, Devo, The Prodigy, The Orb, Tool, Snoop Doggy Dogg, Tricky, Korn, James, Julian and Damian Marley and the Uprising Band, Eels, Failure
Secondo palco: Summercamp, Artificial Joy Club, Jeremy Toback, Radish, Old 97's, Inch, Porno for Pyros, The Pugs, Lost Boyz, Agnes Gooch, Demolition Dollrods, Skeleton Key, Molly McGuire

### 2003
Luogo: Stati Uniti
Date: 5 luglio 2003 24 agosto 2003
Palco principale: Jane's Addiction, Audioslave, Incubus, Queens of the Stone Age (dal 5 luglio al 13 agosto), A Perfect Circle (dal 15 al 23 agosto), Jurassic 5, The Donnas, The Distillers, Rooney
Secondo palco: Steve-O, Burning Brides, Cave In, Kings of Leon, Hierosonic, Thirty Seconds to Mars, The Music, Mooney Suzuki, Fingertight, MC Supernatural, Boysetsfire, Billy Talent

### 2004 (cancellato)
Questa edizione venne cancellata a causa della bassa vendita di biglietti. Gli artisti che dovevano esibirsi erano i seguenti: Morrissey, PJ Harvey, Sonic Youth, The Killers, The Flaming Lips, The Von Bondies, String Cheese Incident, Modest Mouse, Le Tigre, Gomez, Black Rebel Motorcycle Club, DJ Danger Mouse, Polyphonic Spree, Broken Social Scene, The Datsuns, Bumblebeez 81, The Secret Machines, The Thrills, Sound Tribe Sector 9, Elbow, Wheat, The Coup, Wolf Eyes

### 2005
Luogo: Grant Park, Chicago
Date: 23 luglio 2005 - 24 luglio 2005
Palco Parkways:
(sabato 23 luglio): The Redwalls, Ambulance LTD, Brian Jonestown Massacre, Blonde Redhead, The Walkmen
(domenica 24 luglio): The Changes, Blue Merle, Tegan and Sara, G Love & Special Sauce, The Dandy Warhols
Palco SBC East Stage:
(sabato 23 luglio): The (International) noise conspiracy, ...And You Will Know Us by the Trail of Dead, Dashboard Confessional, Billy Idol, Pixies
(domenica 24 luglio): OK Go, Kasabian, The Satellite Party, The Arcade Fire, The Killers
Palco Budweiser Select Stage:
(sabato 23 luglio): The Warlocks, The Kaiser Chiefs, The Bravery, The Black Keys, Digable Planets
(domenica 24 luglio): Saul Williams, Louis XIV, Ben Kweller, Spoon, Death Cab for Cutie
Palco SBC West Stage:
(sabato 23 luglio): M83, Liz Phair, Cake, Primus, Weezer
(domenica 24 luglio): The Ponys, Dinosaur Jr., Drive-By Truckers, Widespread Panic
Palco Planet Stage:
(sabato 23 luglio): Hard-Fi, The Dead 60's, VHS or Beta, DJ Muggs, Mash Up Circus, B-Boy Breakdown Royale, Z-Trip, Mark Farina
(domenica 24 luglio): Cathedrals, DeSol, Los Amigos Invisibles, Soulive, Sound Tribe Sector 9, Derrick Carter
Palco Kidzapalooza:
(sabato 23 luglio): Peter Distefano e Perry Farrell, The Candy Band, Daddy a Go Go, Gwendolyn & the Good Time Gang
(domenica 24 luglio): Ella Jenkins, Daddy a Go Go, Saul Williams e Ladybug dei Digable Planets, Gwendolyn & the Good Time Gang, The Candy Band

### 2006
Luogo: Grant Park, Chicago
Date: 4 agosto 2006 - 6 agosto 2006
(gli artisti vengono indicati dal primo all'ultimo in ordine di esibizione)
AT&T Stage:
venerdì: The Subways, Panic! at the Disco, Umphrey's McGee, The Raconteurs, Ween
sabato: Living Things, Coheed and Cambria, Gnarls Barkley, Common, Kanye West
domenica: Sparta, Ben Kweller, Matisyahu, Queens of the Stone Age, Red Hot Chili Peppers
Budlight Stage
venerdi: Blue October, Eels, Ryan Adams, My Morning Jacket, Death Cab For Cutie
sabato: Nada Surf, Built to Spill, Sonic Youth, The Flaming Lips, Manu Chao
domenica: The Redwalls, Nickel Creek, The Shins, Wilco
adidas-Champ Stage
venerdi: Deadboy & the Elephantmen, Aqualung, Stars, Iron & Wine, Sleater-Kinney
sabato: Matt Costa, Feist, Calexico, The Dresden Dolls, Thievery Corporation
domenica: Mucca Pazza, The Frames, Andrew Bird, Poi Dog Pondering, Blues Traveler
Q101 Stage
venerdi: Sound Team, Editors, Cursive, The Secret Machines, Violent Femmes
sabato: Tonedeff (Last Band Standing Grand Prize Winner), Be Your Own Pet, The Go! Team, Wolfmother, Smoking Popes, The New Pornographers
domenica: Boy Kill Boy, The Hold Steady, Thirty Seconds to Mars, She Wants Revenge, Broken Social Scene
Playstation Stage
venerdi: Midlake, Anathallo, Ohmega Watts, Jeremy Enigk, Lady Sovereign
sabato: Sa-Ra, Sybris, Peeping Tom, Lyrics Born, Blackalicious
domenica: Trevor Hall, The Burden Brothers, Hot Chip, Pepper, Reverend Horton Heat
AMD Stage
venerdi: Mates of State, The Cankles (Last Band Standing Finalists), Ghostland Observatory, Husky Rescue, The M's, Mute Math
sabato: Rainer Maria, Cold War Kids, Oh No! Oh My!, Particle, Disco Biscuits
domenica: What Made Milwaukee Famous, Manishevitz, Benevento/Russo Duo, The New Amsterdams, Of Montreal
BMI Stage
venerdi: Bon Mots, Cameron McGill and What Army, Makeshifte, Kelley Stoltz, Jon McLaughlin
sabato: Musical Outfits, St. James Inc., Lanz, Elvis Perkins, Kill Hannah
domenica: Katie Todd Band, Catfish Haven, Manchester Orchestra, Moses Mayfield, Assassins, Deadsy
Mind Field Stage
venerdi: Playstation Competition 1: Singstar, Battle Royale 1, The Second City (commedia), Battle Royale 2, Mission Improvable (commedia), Playstation Competition 2: Guitar Hero, Battle Royale 3, Mindfield Mini Movies, Schadenfreude  Archiviato il 4 febbraio 2015 in Internet Archive. (commedia), Battle Royale 4, Mindfield Electronic Ambush VHS or Beta DJ
sabato: Playstation Competition 1: Singstar, Battle Royale 1, The Second City (commedia), Battle Royale 2, Mission Improvable (commedia), Playstation Competition 2: Guitar Hero, Battle Royale 3, Mindfield Mini Movies, Schadenfreude  Archiviato il 4 febbraio 2015 in Internet Archive. (commedia), Battle Royale 4, Mindfield Electronic Ambush-DJ Rashida
domenica: Playstation Competition 1: Singstar, Battle Royale 1, The Second City (commedia), Battle Royale 2, Mission Improvable, Playstation Competition 2: Guitar Hero, Battle Royale 3, Super Sunday Superhero Pageant, Mindfield Electronic Ambush-Mix Master Mike, Mixin' Marc
Kidz Stage
venerdi: ScribbleMonster, Kelly McQuinn and KidTribe, Candy Band, Alvin Ailev Dancing Workshop, Remo Drum Circle, Peter DiStefano, The Blisters
sabato: ScribbleMonster, Kelly Mcquinn and KidTribe, Candy Band, Alvin Ailev Dancing Workshop, Ella Jenkins featuring Asheba, Remo Drum Circle featuring Asheba, Justin Roberts, Distefano's Guitar Workshop, Chutzpah, breakdancing with the Brickheadz, Remo Drum Circle
domenica: School of Rock, Kelly McQuinn and KidTribe, Farrell and DiStefano, Patti Smith (esibizione a sorpresa), The Candy Band, Q Brothers and Chutzpah, Asheba, Remo Drum Circle

### 2007
Luogo: Grant Park, Chicago
Date: 3-5 agosto
(Artisti in ordine di comparsa sul palco)
AT&T Stage
venerdì: Ghostland Observatory, Jack's Mannequin, moe., Satellite Party, Daft Punk

sabato: Tokyo Police Club, Silverchair, Clap Your Hands Say Yeah, Yeah Yeah Yeahs, Muse

domenica: Dax Riggs, Lupe Fiasco, Kings of Leon, My Morning Jacket, Pearl Jam
Bud Light Stage
venerdì: Soulive, The Polyphonic Spree, M.I.A., The Black Keys, Ben Harper & the Innocent Criminals

sabato: I'm from Barcelona, Stephen Marley, The Roots, Snow Patrol, Interpol

domenica: The Cribs, Amy Winehouse, Iggy & the Stooges, Modest Mouse
adidas Stage
venerdì: Elvis Perkins in Dearland, Son Volt, Sparklehorse, G. Love & Special Sauce, Femi Kuti & the Positive Force

sabato: Matt and Kim, Pete Yorn, Sound Tribe Sector 9, Regina Spektor, Patti Smith

domenica: Juliette and the Licks, Rodrigo y Gabriela, Paolo Nutini, Yo La Tengo, Café Tacuba
MySpace Stage
venerdì: The Fratellis, Ted Leo and the Pharmacists, Slightly Stoopid, Blonde Redhead, LCD Soundsystem

sabato: Shock Stars (vincitori Last Band Standing), Sherwood, Tapes 'n Tapes, Motion City Soundtrack, The Hold Steady, Spoon

domenica: White Rabbits, Heartless Bastards, Blue October, !!!, TV on the Radio
Playstation Stage
venerdì: Carey Ott, Colour Revolt, Charlie Musselwhite, Electric Six, The Rapture

sabato: High Class Elite, Ryan Shaw, Sam Roberts Band, Rhymefest, Roky Erickson & the Explosives

domenica: The Postmarks, dios (malos), Los Campesinos!, Apostle of Hustle, The Wailers
Citi Stage
venerdì: Helicopters (Last Band Standing Runner-Up), Illinois, Chin Up Chin Up, Viva Voce, Against Me!, Silversun Pickups

sabato: Arckid, The Satin Peaches, Aqueduct, Cold War Kids, Cansei De Ser Sexy (CSS) (cancelled due to last-minute travel difficulties and replaced by Matt and Kim)

domenica: The 1900s, David Vandervelde, The Black Angels, Annuals, Peter Bjorn and John
BMI Stage
venerdì: The Switches, Tom Schraeder, Bang Bang Bang, Powerspace, Inward Eye, Wax on Radio

sabato: Dear and the Headlights, Ludo, Kevin Michael, Lady Gaga & Lady Starlight, Cage the Elephant, Back Door Slam

domenica: The Graduate, Mr. North, Smoosh, The Diffs, John Paul White, Bound Stems
MOTO Stage
venerdì: PlayStation Competition: "Buzz" Triva, The Second City (Comedy), Battle Royale rd. 1, PlayStation Competition: SingStar, Mission IMPROVable (Comedy), Battle Royale rd. 2, Matt Roan, Mickey Avalon

sabato: PlayStation Competition: "Buzz" Trivia, The Second City (Comedy), Battle Royale rd. 1, PlayStation Competition: SingStar, Mission IMPROVable (Comedy), Battle Royale rd. 2, Josh Hopkins, DJ Klever and DJ Craze

domenica: PlayStation Competition: "Buzz" Trivia, The Second City (Comedy), Battle Royale rd. 1, PlayStation Competition: SingStar, Mission IMPROVable (Comedy), Battle Royale rd. 2, Flosstradamus, Kid Sister
KIDZ Stage
venerdì: Rock for Kids Youth Jam Band, The Hipwaders, The Sippy Cups, Peter Himmelman, Paul Green's School of Rock All-Stars

sabato: The Candy Band, The Blisters, The Sippy Cups, The Hipwaders, Patti Smith, Jim James

domenica: Peter Himmelman, Q Brothers, Wee Hairy Beasties, Peter DiStefano & Perry Farrell, Paul Green's School of Rock All-Stars with Perry Farrell, Ben Harper
Sean Lennon appeared on the initial lineup for Lollapalooza but was eventually removed.

### 2008
Luogo: Grant Park, Chicago
Date: 1-3 agosto
(Artisti in ordine di comparsa sul palco)
AT&T Stage
venerdì: Holy Fuck (initially Noah and the Whale), Yeasayer, Gogol Bordello, Bloc Party, Radiohead

sabato: The Ting Tings, The Gutter Twins, Brand New, Lupe Fiasco, Rage Against the Machine

domenica: Kid Sister, Brazilian Girls, G. Love & Special Sauce, Gnarls Barkley, Kanye West
Bud Light Stage
venerdì: Black Lips, The Go! Team, The Black Keys, The Raconteurs

sabato: Does It Offend You, Yeah?, Dierks Bentley, Explosions in the Sky, Broken Social Scene, Wilco

domenica: White Lies, The John Butler Trio, Iron & Wine, Love and Rockets, Nine Inch Nails
MySpace Stage
venerdì: Bang Camaro, Rogue Wave, The Kills, Mates of State, Stephen Malkmus and the Jicks

sabato: The Melismatics(Last Band Standing Winner), Margot & the Nuclear So and So's, Dr. Dog, MGMT, Jamie Lidell, Toadies

domenica: The Octopus Project, The Whigs, Chromeo, Blues Traveler, Mark Ronson
Playstation 3 Stage
venerdì: K'naan, Butch Walker, Duffy, Cat Power

sabato: De Novo Dahl, Mason Jennings, DeVotchKa, Okkervil River, Sharon Jones & The Dap-Kings

domenica: Office, The Weakerthans (cancelled), Amadou & Mariam, Flogging Molly, The National
Citi Stage
venerdì: (Last Band Standing), Sofia Talvik, Manchester Orchestra, The Enemy, Louis XIV, Free Sol, Grizzly Bear, Cansei de Ser Sexy

sabato: Witchcraft, Ferras, Foals, Booka Shade, Spank Rock, Battles

domenica: The Blakes, What Made Milwaukee Famous, Nicole Atkins & The Sea, Black Kids, Saul Williams, Girl Talk
Perry's Stage
venerdì: Willy Joy, Zebo, Holy Fuck (DJ Set), James Curd, Million $ Mano, VHS or Beta (DJ Set)

sabato: Dani Deahl, Devlin & Darko, Dash Mihok, Perry Farrell & Special Guest (Slash), Does It Offend You, Yeah? (DJ Set), DJ AM, DJ MomJeans

domenica: The Glamour, Smalltown DJs, E-Six & Roan, DJ Mel, Franki Chan, Flosstradamus
BMI Stage
venerdì: We Go to 11, Magic Wands, The Parlor Mob, Electric Touch, Black Joe Lewis & the Honeybears, Your Vegas, Cadence Weapon, The Cool Kids

sabato: Krista, The Postelles, Innerpartysystem, Steel Train, Serena Ryder, DJ Bald Eagle, Uffie

domenica: Ha Ha Tonka, Wild Sweet Orange, Tally Hall, Newton Faulkner, Eli "The Paperboy" Reed & The True Loves
Kidz Stage
venerdì: Suzy Brack and the New Jack Lords, Paul Green's School of Rock All-Stars, The Dream Jam Band, The Terrible Twos, Jeff Tweedy (of Wilco), Rogue Wave, Tiny Masters of Today

sabato: The Dream Jam Band, Tiny Masters of Today, The Jimmies, The Terrible Twos, Special Guest, Homemade Jamz Blues Band

domenica: Q Brothers, The John Butler Trio, Homemade Jamz Blues Band, The Jimmies, G. Love & Special Sauce, Peter DiStefano & Tor Hyams, Perry Farrell & Special Guest (Slash), Paul Green's School of Rock All-Stars
Santigold appeared on the initial lineup for Lollapalooza but was eventually removed.

### 2009
Luogo: Grant Park, Chicago
Date: 7-9 agosto

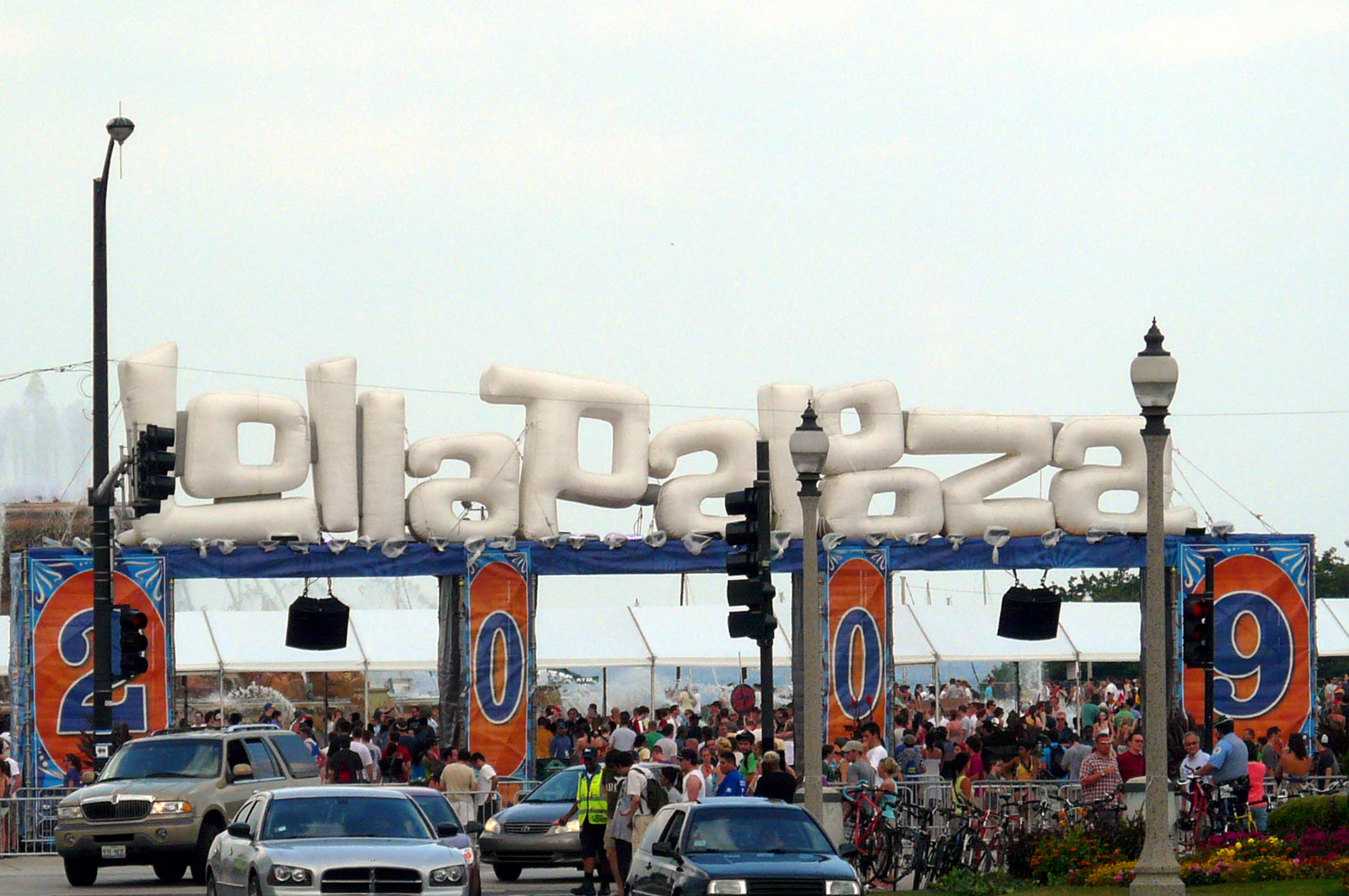
L'ingresso del Lollapalooza 2009 a Grant Park

(Artists listed from earliest to latest set times)
Chicago 2016 Stage

venerdì: Hey Champ, The Gaslight Anthem, Sound Tribe Sector 9, Thievery Corporation, Depeche Mode

sabato: Living Things, Atmosphere, Coheed and Cambria, Rise Against, Tool

domenica: Ra Ra Riot, The Airborne Toxic Event, Vampire Weekend, Snoop Dogg, The Killers
Budweiser Stage
venerdì: Manchester Orchestra, White Lies, Ben Folds, The Decemberists, Kings of Leon

sabato: Delta Spirit, Los Campesinos!, Arctic Monkeys, TV on the Radio, Yeah Yeah Yeahs (replaced Beastie Boys)

domenica: Friendly Fires, Kaiser Chiefs, Neko Case, Lou Reed, Jane's Addiction
Vitaminwater Stage
venerdì: The Henry Clay People, Black Joe Lewis & the Honeybears, Heartless Bastards, Crystal Castles, of Montreal

sabato: The Low Anthem, Miike Snow, Gomez, Glasvegas, Animal Collective

domenica: Alberta Cross, Bat for Lashes, Dan Deacon, Cold War Kids, Silversun Pickups
Playstation Stage
venerdì: Hockey, Zap Mama, Bon Iver, Fleet Foxes, Andrew Bird

sabato: Ezra Furman and the Harpoons, Federico Aubele, Robert Earl Keen, Santigold, Ben Harper and Relentless7

domenica: Sam Roberts Band, Portugal. The Man, The Raveonettes, Dan Auerbach, Band of Horses
Citi Stage
venerdì: Other Lives, The Knux, Amazing Baby, The Virgins, Asher Roth, Peter Bjorn and John

sabato: thenewno2, Constantines, Ida Maria, Chairlift, No Age, Lykke Li

domenica: Carney, Davy Knowles and Back Door Slam, Cage the Elephant, Gang Gang Dance, Passion Pit, Deerhunter
Perry's Stage
venerdì: DJ Pasha (Last Band Standing Winner), Nick Catchdubs, DJ Mel, Dark Wave Disco, Hollywood Holt, Rye Rye (cancelled), La Roux (cancelled), The Bloody Beetroots (DJ Set), A-Trak, Simian Mobile Disco (DJ Set), Crookers, Kid Cudi

sabato: Punky Fresh (Last Band Standing Winner), Moneypenny, Kaskade, Animal Collective (DJ Set), Prophit, Perry Farrell and Special Guest, Hercules and Love Affair (DJ Set), LA Riots, Diplo, Bassnectar

domenica: Yello Fever, Car Stereo (Wars), He Say, She Say, The Hood Internet, The Glitch Mob, Boys Noize, MSTRKRFT, Deadmau5
BMI Stage
venerdì: April Smith, Gringo Star, The Builders and the Butchers, Kevin Devine, Eric Church

sabato: Band of Skulls, Dirty Sweet, Langhorne Slim, Joe Pug, Blind Pilot

domenica: Mike's Pawn Shop, Esser, The Greencards, Priscilla Renea (replaced Neon Hitch), Ke$ha
Kidz Stage
venerdì: Yuto Miyazawa, Paul Green's School of Rock All-Stars, Frances England, Secret Agent 23 Skidoo, Zach Gill (from ALO), Special Guest, Lunch Money

sabato: Frances England, Zach Gill (from ALO), Quinn Sullivan, Secret Agent 23 Skidoo, Care Bears on Fire, Special Guest, Ralph's World

domenica: Care Bears on Fire, Q Brothers, Ralph's World, Peter DiStefano & Tor Hyams, Perry Farrell, Paul Green's School of Rock All-Stars with Perry Farrell

### 2010
Luogo: Grant Park, Chicago
Date: 6-8 agosto
(Artisti in ordine di comparsa sul palco)
Parkways Foundation

venerdì: Balkan Beat Box, Raphael Saadiq, Devo, Hot Chip, Lady Gaga

sabato: Rebelution, Blues Traveler, Gogol Bordello, Social Distortion, Green Day

domenica: Nneka, The Cribs, X Japan, Wolfmother, Soundgarden
Budweiser Stage

venerdì: Wavves, Mavis Staples, The New Pornographers, The Black Keys, The Strokes

sabato: The Soft Pack, Stars, Grizzly Bear, Spoon, Phoenix

domenica: The Antlers, Blitzen Trapper, Yeasayer, MGMT, Arcade Fire
Playstation Stage

venerdì: B.o.B, Los Amigos Invisibles, Drive-By Truckers, Dirty Projectors, Jimmy Cliff

sabato: The Kissaway Trail, Wild Beasts, The xx, Metric, Cut Copy

domenica: Miniature Tigers, The Dodos, Mumford & Sons, Mutemath, The National
adidas Stage

venerdì: Javelin, The Walkmen, The Big Pink, Matt & Kim, Chromeo

sabato: Mimicking Birds, Rogue Wave, Against Me!, AFI, Slightly Stoopid

domenica: Health, Switchfoot, Minus the Bear, Erykah Badu, Cypress Hill
Sony bloggie

venerdì: Foxy Shazam, The Constellations, American Bang, Cymbals Eat Guitars, Fuck Buttons, Jamie Lidell

sabato: The Morning Benders, Harlem, Warpaint, Dawes, Deer Tick, Edward Sharpe and the Magnetic Zeros

domenica: Frank Turner, Company of Thieves, The Ike Reilly Assassination, Hockey, Frightened Rabbit, The Temper Trap
Perry's Stage

venerdì: LDJS Remix, BBU, Ancient Astronauts, Ana Sia, Peanut Butter Wolf, Kidz in the Hall, J. Cole, Caspa, Erol Alkan, Tiga, 2ManyDJs

sabato: Lance Herbstrong, Only Children, Vonnegutt, FreeSol, Beats Antique, Wolfgang Gartner, Steve Porter, Joachim Garraud, PerryEtty vs. Chris Cox, Kaskade, Rusko, DJ Mel, Empire of the Sun

domenica: Dani Deahl, Team Bayside High, Felix Cartal, Didi Gutman of Brazilian Girls, Nervo, Chiddy Bang, Mexican Institute of Sound, Dirty South, Flosstradamus, Felix da Housecat, Digitalism (DJ Set) The Unknown Facez Hardstyle dj set
BMI Stage

venerdì: These United States, The Ettes, Jukebox the Ghost, My Dear Disco, Semi Precious Weapons, Neon Trees

sabato: MyNameIsJohnMichael, Skybox, Dragonette, Dan Black, Royal Bangs

domenica: Son of a Bad Man, Neon Hitch, The Band of Heathens, Freelance Whales, Violent Soho
Kidzapalooza Stage

venerdì: The Happiness Club, School of Rock, The Candy Band, Tim and the Space Cadets, Rocknoceros, Ed Kowalczyk, Recess Monkey

sabato: Tim and the Space Cadets, The Candy Band, Rocknoceros, The Verve Pipe, The Happiness Club, Dan Zanes and the Chicago Youth Symphony Orchestra, JP. Chrissie & the Fairground Boys

domenica: School of Rock, Q Brothers, Recess Monkey, Dan Zanes and the Chicago Youth Symphony Orchestra, Peter DiStefano & Tor, Thenewno2, Perry Farrell, The Verve Pipe

### 2011

#### Lollapalooza Chile
Luogo: Parque O'Higgins in Santiago, Chile
Date: 2-3 aprile
(Artisti in ordine di comparsa sul palco)
Coca Cola Zero Stage

sabato: Francisca Valenzuela, Steel Pulse, James, The National, The Killers

domenica: La Mala Rodríguez, 311, The Flaming Lips, Thirty Seconds to Mars, Kanye West
Claro Stage

sabato: Los Bunkers, Cypress Hill, Ben Harper, Deftones

domenica: Quique Neira, Todos Tus Muertos, Chico Trujillo, Sublime with Rome, Jane's Addiction
Kidzapalooza Stage

sabato: Magic Twins, Power Peralta, Los Pulentos, Achu

domenica: Cuchara, Joe Vasconcellos & Fractal, Los Plumabits, Power Peralta, Los Pulentos
Tech Stage

sabato: Devil Presley, Astro, dënver, Anita Tijoux, Bomba Estéreo, Edward Sharpe & the Magnetic Zeros, Datarock, CSS

domenica: Mundano, Como Asesinar a Felipes, The Ganjas, Fother Muckers, Devendra Banhart, Cat Power, The Drums, Cold War Kids
LG Stage (Movistar Arena)

sabato: Ital, New Kids on the Noise, DJ Raff, Latin Bitman, Zeta Bosio, Perryetty vs. Chris Cox, Joachim Garraud, Empire of the Sun, Fatboy Slim

domenica: Matanza, Javiera Mena, Toy Selectah, Ghostland Observatory, Fischerspooner, Boys Noize, Armin Van Buuren

#### Lollapalooza
Luogo: Grant Park, Chicago
Date: 5-7 agosto
Music Unlimited

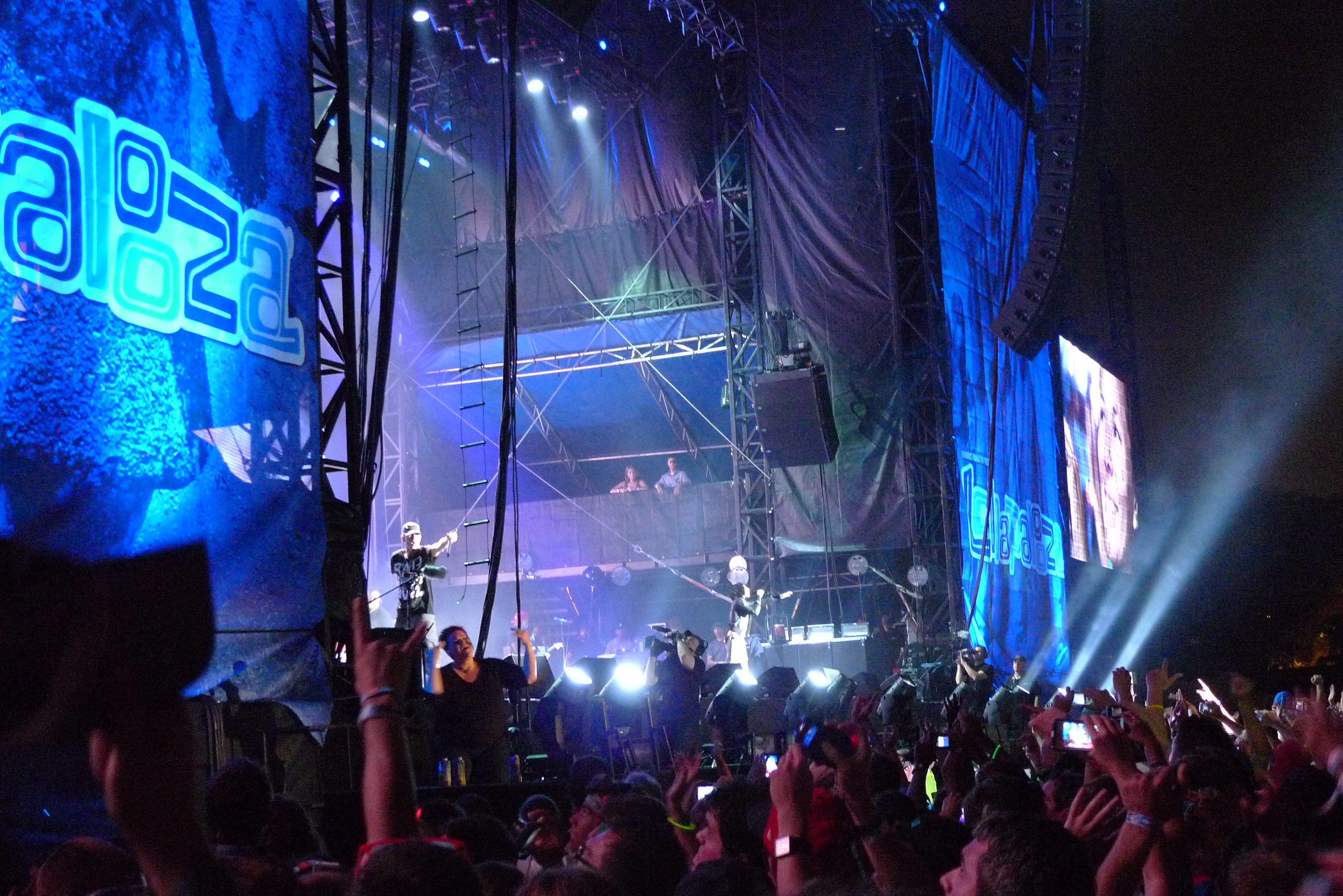
Eminem performing at Lollapalooza in 2011

venerdì: The Vaccines, Delta Spirit, White Lies, A Perfect Circle, Muse

sabato: Walk the Moon, Fitz & The Tantrums, Big Audio Dynamite, Cee Lo Green, Eminem

domenica: Titus Andronicus, Ryan Bingham & the Dead Horses, The Cars, Arctic Monkeys, Foo Fighters
Sony

venerdì: Wye Oak, The Naked and Famous, Foster the People, Two Door Cinema Club, Crystal Castles

sabato: Grouplove, Phantogram, Mayer Hawthorne & The County, Local Natives, Atmosphere

domenica: Lord Huron, Imelda May, The Pains of Being Pure at Heart, Portugal. The Man, Explosions in the Sky
BMI

venerdì: Ruby Jane, Ceci Bastida, Electric Touch, Kerli, Kids These Days, Black Cards, Christina Perri

sabato: Ximena Sariñana, Typhoon, Skylar Grey, The Chain Gang of 1974, Patrick Stump, The Pretty Reckless

domenica: The Kingston Springs, Deluka, Lia Ices, Young Man, Boy & Bear, Sam Adams
Google+

venerdì: Ryan Leslie, Tennis, Reptar, Le Butcherettes, Cults, Tinie Tempah, OK Go, Ratatat

sabato: Julia Easterlin, An Horse, Maps & Atlases, Dom, The Drums, Ellie Goulding, Lykke Li, Beirut

domenica: Iration, Fences, Little Hurricane, Dale Earnhardt Jr. Jr., Lissie, Best Coast, Manchester Orchestra, Cold War Kids
PlayStation

venerdì: TAB the Band, Los Bunkers, Smith Westerns, The Mountain Goats, Dani Deahl

sabato: J Roddy Walston and the Business, Chico Trujillo, Black Lips, Deftones, Beats Antique

domenica: Gold Motel, Rival Schools, City and Colour, Cage the Elephant, DJ Mel
Bud Light

venerdì: Young the Giant, Grace Potter & The Nocturnals, The Kills, Bright Eyes, Coldplay

sabato: Disappears, Friendly Fires, Death from Above 1979, Ween, My Morning Jacket

domenica: The Joy Formidable, Noah & The Whale, Flogging Molly, Damian Marley & Nas, deadmau5
Perry's

Girl Talk, Pretty Lights, Kid Cudi, The Bloody Beetroots Death Crew 77, Afrojack, Modeselektor, Skrillex, PerryEtty vs. Chris Cox, Chuckie, The Glitch Mob, Busy P, Joachim Garraud, Super Mash Bros, The Cool Kids, 12th Planet, Daedelus, Feed Me, Jackmaster, Collie Buddz, Savoy, Kyle Lukas & Captain Midnight, Ana Tijoux, Midnight Conspiracy, L1ght, Lady D.

### 2012

#### Lollapalooza Chile
Luogo: Parque O'Higgins in Santiago, Chile
Date: 31 marzo-1º aprile
Claro-LG Stage

sabato: Pedro Piedra, Gentleman, Thievery Corporation, Cage The Elephant, Björk

domenica: Bbs Paranoicos, Foster The People, Band of Horses, Joan Jett & the Blackhearts, Foo Fighters
Coca Cola Stage

sabato: Gustavo Cordera, Gogol Bordello, Los Jaivas, Arctic Monkeys

domenica: Camila Moreno, Friendly Fires, TV on the Radio, MGMT
Alternative Stage

sabato: Adanowsky, Plebe Rude, HopPo!, Los Tetas, Electrodomesticos, Crosses

domenica: Álex Anwandter, Juana Fe, System Solar, Morodo, Illya Kuryaki and the Valderramas, Peaches
Perry's Stage

sabato: El Sueño de la Casa Propia, Adrianigual, Ritmo Machine, Surtek Collective, Pretty Lights, Bassnectar, Calvin Harris

domenica: Mawashi, Soul & Senses, PerryEtty vs Chris Cox, The Crystal Method, Tinie Tempah, Skrillex, Above & Beyond
Huntcha Stage

sabato: Dion, Beat Calavera, Pulenta, La Mala Senda, Föllakzoid, Silvestre

domenica: Newen Afrobeat, Yael Meyer, Gush, We are the Grand, Fernando Milagros, Jiminelson
Kidzapalooza Stage 

sabato: Mosquitas Muertas, Inti Illimani Histórico, MC Billeta, 31 Minutos

domenica: Anitchie, Mazapán, Chevy Metal (as a secret show), 31 Minutos

#### Lollapalooza Brasil
Luogo: The Jockey Club in Sao Paulo, Brazil
Date: 7-8 aprile
Cidade Jardim Stage

sabato: Ritmo Machine, Marcelo Nova, O Rappa, TV on the Radio, Foo Fighters.

domenica: Plebe Rude, Thievery Corporation, Manchester Orchestra, Foster the People, Arctic Monkeys
Butantã Stage

sabato: Wander Wildner, Cage The Elephant, Band of Horses, Joan Jett and The Blackhearts

domenica: Cascadura, Gogol Bordello, Friendly Fires, MGMT, Jane's Addiction
Alternativo Stage

sabato: Balls, Daniel Belleza e os Corações em Fúria, Tipo Uísque, Pavilhão 9

domenica: Blubell, Suvaca, Black Drawing Chalks, Garage Fuzz, Velhas Virgens
Perry's Stage

sabato: Marcio Techjun, Veiga & Salazar, Rhythm Monks, PerryEtty vs Chris Cox, Peaches, Bassnectar, The Crystal Method, Calvin Harris

domenica: Daniel Brandão, Kings of Swingers, Killer on the Dancefloor, Pretty Lights, Tinie Tempah, Skrillex, Racionais MC's
Kidzapalooza Stage 

sabato: Zé & Cia - Trenzinho de Gente, Sam Batera e Absolut, Bichos do Mundo

domenica: Abigail Conta Mais de Mil, Solange Sá - Piolhos, Meg Monteiro e Banda Symbol, Crianças Crionças - Cid Campos

#### Lollapalooza
Luogo: Grant Park, Chicago
Date: 3-5 agosto
Bud Light Stage

venerdì: O Rappa, The Black Angels, Metric, Passion Pit, Black Sabbath

sabato: Los Jaivas, Delta Spirit, Alabama Shakes (cancelled due to weather), Franz Ferdinand, Avicii

domenica: Oberhofer, White Rabbits, J. Cole, Florence + The Machine, Justice
Red Bull Soundstage

venerdì: The Growlers, Dr. Dog, The Afghan Whigs, The Shins, The Black Keys

sabato: Doomtree, Aloe Blacc, The Temper Trap (cancelled due to weather), The Weeknd, Red Hot Chili Peppers

domenica: Bombay Bicycle Club, Trampled by Turtles, Sigur Rós, At the Drive-In, Jack White
Sony Stage

venerdì: Wax, Yellow Ostrich, Tame Impala, The Head and the Heart, M83

sabato: JC Brooks and the Uptown Sound, Bear In Heaven, Neon Indian (cut short due to weather), Tune-Yards, Bloc Party

domenica: Bowerbirds, Poliça, The Walkmen, Toro Y Moi, Miike Snow
Playstation Stage

venerdì: First Aid Kit, Michael Kiwanuka, Sharon Van Etten, Die Antwoord, DJ Zebo

sabato: Milo Greene, JEFF the Brotherhood, JJ Grey & MOFRO, The Tallest Man On Earth, Orchard Lounge

domenica: Mona, The Devil Makes Three, Gary Clark Jr., Amadou & Mariam, DJ Mel
Google Play Stage

venerdì: Animal Kingdom, Anamanaguchi, The War on Drugs, Blind Pilot, SBTRKT, Band of Skulls, Dawes, Wale

sabato: Kopecky Family Band, FIDLAR, Givers, Chairlift, Fun., Washed Out, Twin Shadow, Frank Ocean

domenica: Point to Infinity, Hey Rosetta!, Macklemore & Ryan Lewis, Dum Dum Girls, The Gaslight Anthem, Of Monsters and Men, The Big Pink, Childish Gambino
BMI Stage

venerdì: Ambassadors, Haley Reinhart, Kevin Devine, Dry the River, Helena, thenewno2, Dev

sabato: Laura Warshauer, Chancellor Warhol, Moon Taxi, Empires, The Dunwells, LP, Walk Off the Earth

domenica: Red Oblivion, Outasight, Overdōz, Imaginary Cities, The Sheepdogs, Yuna, The Jezabels
Perry's Stage

venerdì: Young Bloods, The White Panda, Totally Enormous Extinct Dinosaurs, Zedd, Madeon, Porter Robinson, NERO, Bassnectar

sabato: Chief Keef Salva, Star Slinger, Paper Diamond, B.o.B (cancelled due to weather), Skream & Benga, Calvin Harris, Santigold

domenica: Kid Color, DJ Nihal, Nadastrom, Little Dragon, Doctor P, Big Gigantic, Zeds Dead, Kaskade

### 2013

#### Lollapalooza Chile
Luogo: Parque O'Higgins in Santiago, Cile.
Date: 6-7 aprile
sabato: Pearl Jam, Queens of the Stone Age, Kaskade, The Hives, Kaiser Chiefs, Two Door Cinema Club, Passion Pit, Los Tres, Crystal Castles, Major Lazer, Puscifer, The Temper Trap, Of Monsters and Men, Alabama Shakes, Chancho en Piedra, Zeds Dead, Gepe, Banda Conmoción, Dread Mar I, Carla Morrison, DJ Marky, Zonora Point, Mecanico, Pascuala y Fauna, Intimate Stranger, Tréboles, Keko Yoma, Cachureos, Sinergia, Los Plumabits.
domenica: The Black Keys, deadmau5, A Perfect Circle, Franz Ferdinand, Steve Aoki, Hot Chip, Keane, Nas, Tomahawk, Manuel García, Foals, Feed Me, Porter Robinson, Gary Clark Jr., Marcelo D2, Bad Brains, Toro y Moi, Perrosky, Amadou & Miriam, De Saloon, Russian Red, Protistas, Poncho, Resina Lala, Kali Mutsa, Red Oblivion, Agents, Daniel Klauser, Transubhiriano, Mago Oli.

#### Lollapalooza Brazil
Luogo: The Jockey Club in San Paolo
Date: 29-31 marzo
Pearl Jam, The Killers, The Black Keys, deadmau5, Queens of the Stone Age, Planet Hemp, A Perfect Circle, Franz Ferdinand, Kaskade, Steve Aoki, The Hives, The Flaming Lips, Knife Party, Cake, Kaiser Chiefs, Two Door Cinema Club, Hot Chip, Passion Pit, Criollo, Tomahawk, Nas, Foals, Crystal Castles, Major Lazer, Puscifer, Gui Boratto, Porter Robinson, The Temper Trap, Madeon, Alabama Shakes, Of Monsters and Men, Zeds Dead, Rusko, Toro y Moi, Gary Clark, Jr., Technostalgia feat. DJ Marky & Bid, Feed Me, Lirinha + Eddie, Agridoce, Vanguart, Vivendo Do Ócio, Mix Hell, Holger, Dirtyloud, Wehbba, Ludov, AgraforrÉia XilarmÔnica, Tokyo Savannah, Copacabana Club, Wannabe Jalva, Baia, RepÚblica, Stop Play Moon, Database, Lennox, Boss In Drama, Classic, William Naraine, Perrosky, Bruno Barudi

#### Lollapalooza
Luogo: Grant Park, Chicago
Date:2-4 agosto
Bud Light Stage

venerdì: Io Echo, Ghost B.C., Band of Horses, Queens of the Stone Age, Nine Inch Nails

sabato: Planet Hemp, Charles Bradley, Ellie Goulding, Kendrick Lamar, The Postal Service

domenica: Palma Violets, Alex Clare, Two Door Cinema Club, Vampire Weekend, Phoenix
Red Bull Sound Select Stage

venerdì: Emeli Sandé, Smith Westerns, Crystal Castles, New Order, The Killers

sabato: Shovels & Rope, Ben Howard, Local Natives, The National, Mumford & Sons

domenica: Astro, Wild Nothing, Tegan and Sara, Grizzly Bear, The Cure
Lake Shore Stage

venerdì: Robert DeLong, Icona Pop, Father John Misty, Imagine Dragons, Hot Chip

sabato: Wheeler Brothers, Little Green Cars, Court Yard Hounds, Eric Church, The Lumineers

domenica: Guards, Wild Belle, Lianne La Havas, Alt-J, Beach House
Petrillo Band Shell

venerdì: The Neighbourhood, Deap Vally, Jessie Ware, Thievery Corporation, Lance Herbstrong

sabato: The Bright Light Social Hour, Reignwolf, Matt & Kim, Foals, Supreme Cuts

domenica: Yawn, Jake Bugg, Baroness, The Vaccines, RVSB
Grove Stage

venerdì: Drowners, San Cisco, Twenty One Pilots, Atlas Genius, Theophilus London, Disclosure, Frightened Rabbit, Lana Del Rey

sabato: Family of the Year, Pujol, St. Lucia, HAIM, Unknown Mortal Orchestra, Heartless Bastards, Death Grips (cancelled), Azealia Banks (cancelled), Bad Things

domenica: Red Bull Sound Select Winner, The Orwells, Skaters, MS MR, Wavves, DIIV, 2 Chainz, Cat Power
BMI Stage

venerdì: American Authors, D-Pryde, Brick + Mortar, Houndmouth, Pacific Air, Hey Marseilles, Chance the Rapper

sabato: Frontier Ruckus, Beast Patrol, Wild Cub, Lukas Nelson & P.O.T.R., The Dunwells, Brooke Waggoner, Blondfire

domenica: O'Brother, Makeshift Prodigy, Wake Owl, The Mowgli's, Machines Are People Too, Bear Mountain, Half Moon Run
Perry's Stage

venerdì: Brite Lite Brite, Keys N Krates, Timeflies, Monsta, Dillon Francis, Modestep, Flux Pavilion, Steve Aoki

sabato: Cherub, Cole Plante, 360, GRiZ, Baauer, Adventure Club, Dada Life, Steve Angello

domenica: Stratus, Alvin Risk, Angel Haze, Kill the Noise, Art Department, Dog Blood, Major Lazer, Knife Party

### 2014

#### Lollapalooza Chile
Luogo: Parque O'Higgins in Santiago, Cile.
Date: 29-30 marzo
Featured performers included Red Hot Chili Peppers, Arcade Fire, Soundgarden, Nine Inch Nails, Pixies, Phoenix, New Order, Vampire Weekend, Imagine Dragons, Axwell, Ellie Goulding, Julian Casablancas, Zedd, Kid Cudi, Johnny Marr, Lorde, Jovanotti, The Bloody Beetroots, Francisca Valenzuela, Cafe Tacvba, The Wailers, Portugal. The Man, Cage The Elephant, Joachim Garraud, Nino Cohete, Upa!, Somos Manhattan, Wolfgang Gartner, Capital Cities, Jake Bugg, AFI, Flux Pavilion, Krewella, Ana Tijoux, We Are The Grand, Movimiento Original, Alejandro Vivanco, Baauer e altri.

#### Lollapalooza Argentina
Luogo: Hipódromo San Isidro in Buenos Aires, Argentina.
Date: 1°-2 aprile
Featured performers included Arcade Fire, Red Hot Chili Peppers, Nine Inch Nails, Soundgarden, Phoenix, Imagine Dragons, Pixies, Vampire Weekend, Julian Casablancas + The Voidz, New Order, Axwell, Ellie Goulding, Zedd, Kid Cudi, Illya Kuryaki and the Valderramas, Capital Cities, Lorde, Johnny Marr, Portugal. The Man, Cage the Elephant, Jake Bugg, The Bloody Beetroots, Jovanotti, AFI, Savages, Wolfgang Gartner, Juana Molina, Onda Vaga, Flux Pavilion, Flume, Él Mató a un Policía Motorizado e altri.

#### Lollapalooza Brazil
Luogo: Autódromo de Interlagos in San Paolo, Brasile.
Date: 5-6 aprile
Featured performers included Muse, Arcade Fire, Nine Inch Nails, Soundgarden, Phoenix, Imagine Dragons, Pixies, Vampire Weekend, Julian Casablancas + The Voidz, New Order, Axwell, Disclosure, Ellie Goulding, Kid Cudi, Illya Kuryaki and the Valderramas, Capital Cities, Lorde, Johnny Marr, Portugal. The Man, Cage the Elephant, Jake Bugg, The Bloody Beetroots, AFI, Savages, Wolfgang Gartner, Flux Pavilion, Flume e altri.

#### Lollapalooza
Luogo: Grant Park, Chicago
Date:1-3 agosto
Bud Light Stage

venerdì: Temples, J Roddy Walston and the Business, Interpol, Lorde, Arctic Monkeys

sabato: Vance Joy, Kate Nash, Grouplove, Spoon, Calvin Harris

domenica: Bomba Estéreo, Trombone Shorty and Orleans Avenue, Chromeo, Childish Gambino, Skrillex
Samsung Galaxy Stage

venerdì: Francisca Valenzuela, Bombay Bicycle Club, Portugal. The Man, Broken Bells, Eminem

sabato: Jungle, Phosphorescent, Fitz and the Tantrums, Foster the People, Outkast

domenica: Jhené Aiko, White Denim, Cage the Elephant, The Avett Brothers, Kings of Leon
Palladia Stage

venerdì: San Fermin, Lucius, Hozier (replaced Dmitri Vegas and Like Mike), AFI, Sander Kleinienberg

sabato: Papa, Parquet Courts, John Butler Trio, Nas, Joachim Garraud

domenica: Kongos, Delta Rae, Run the Jewels, Rebelution, Kausea
Lake Shore Stage

venerdì: The So So Glos, Kodaline, Warpaint, Chvrches, Lykke Li

sabato: The Districts, Wildcat! Wildcat!, The Temper Trap, Manchester Orchestra, The Head and the Heart

domenica: Bear Hands, Bleachers, London Grammar, Glen Hansard, Young the Giant
The Grove Stage

venerdì: Roadkill Ghost Choir, Into It. Over It., Courtney Barnett, Jagwar Ma, Blood Orange, Rudimental, The Kooks, Phantogram

sabato: Jon Batiste and Stay Human, Benjamin Booker, Ratking, Meg Myers, Rich Homie Quan, Smallpools, Typhoon, Jenny Lewis, cut/copy

domenica: Shy Girls, Gemini Club, NONONO, RAC, The 1975, The Airborne Toxic Event, Flume, Darkside
BMI Stage

 venerdì: Highly Suspect, of Verona, DUGAS, Bebe Rexha, Cash Cash, Royal Blood

 sabato: Rocky Business, Charlie Hirsch, Desert Noises, Wallpaper., The Last Internationale, Johnnyswim, Joywave, Vic Mensa

 domenica: Plastic Visions, Space Capone, Fly Golden Eagle, Crass Mammoth, Cardiknox, Betty Who, Bronze Radio Return
Perry's Stage

 venerdì: Wrestlers, Jacob Plant, Brillz, Perry/Etty vs. Joachim Garraud, Iggy Azalea, Above and Beyond, The Glitch Mob, Zedd

 sabato: Anne Lunoe, heRobust, Z-Trip, Duke Dumont,. Gramatik, Martin Garrix, Chase and Status, Krewella

 domenica: Oyinda, Lindsay Lowend, Crizzly, GTA, Gesaffelstien, Flosstradamus, Sebastian Ingrosso, Chance the Rapper

### 2015

#### Lollapalooza Brazil
Luogo: Autódromo de Interlagos in San Paolo, Brasile.
Date: March 28, 2015 – March 29, 2015
Skol Stage

sabato: Baleia, Banda do Mar, Alt-J, Robert Plant, Jack White

domenica: Scalene, Molotov, Interpol, Foster the People, Pharrell Williams
Onix Stage

sabato: Bula, Fitz and the Tantrums, Kasabian, Skrillex

domenica: Far From Alaska, Rudimental, The Kooks, Calvin Harris
Axe Stage

sabato: Zimbra, Boogarins, Nem Liminha Ouviu, St. Vincent, Marcelo D2, Kongos, Bastille

domenica: Dr. Pheabes, Mombojó, O Terno, Three Days Grace, Pitty, Young the Giant, The Smashing Pumpkins
Perry Stage

sabato: Anna, Vintage Culture, E-Cologyk vs Jakko, DJ Snake, Dillon Francis, Ritmo Machine, Major Lazer

domenica: Chemical Surf, Fatnotronic, Victor Ruiz Av Any Mello, Big Gigantic, Carnage, The Chainsmokers, Childish Gambino, Steve Aoki

#### Lollapalooza Chile
Luogo: Parque O'Higgins in Santiago, Cile.
Date: 14-15 marzo
VTR Stage

sabato: Fernando Milagros, Donavon Frankenreiter, The Kooks, The Smashing Pumpkins, Jack White

domenica: Quique Neira, Astro, The Specials, Bastille, Robert Plant, Kings of Leon
Coca-Cola Stage

sabato: López, Congreso, Molotov, Foster the People, Skrillex

domenica: Pedro Piedra, Lumumba, Alt-J, Kasabian, Calvin Harris
VTR D-Box Stage

sabato: DJ Caso, MKRNI, Matanza, Kill the Noise, Carnage, Dillon Francis, Ritmo Machine, Nicky Romero

domenica: AFRIK, ATOM, Rudimental, RVSB, DJ Snake, Cypress Hill, Major Lazer
Acer Windows 8 Stage

sabato: Abya Yala, Maxi Trusso, Zaturno, Camila Moreno, Chancho en Piedra + Los Tetas, St. Vincent (musicista), Ana Tijoux

domenica: Coffeehouse, Portavoz, Mass Mental, Chet Faker, The Last Internationale, Chet Faker, Damian Marley, SBTRKT, Interpol
Lotus Stage

sabato: Marineros, OH Margot!, Manu Da Banda, Hielo Negro, Esteman, Chinoy, Javiera y Los Imposibles

domenica: Farmacos, Dead Christine, Lilits, Maria Magdalena, Miss Garrison, Yajaira, Tinariwen

#### Lollapalooza
Luogo: Grant Park, Chicago
Date: 31 luglio-2 agosto
Bud Light Stage

venerdì: Coasts, St. Paul And The Broken Bones, Hot Chip, alt-J, The Weeknd

sabato: Holychild, Sturgill Simpson, The Tallest Man on Earth, Kid Cudi, Sam Smith

domenica: Night Terrors of 1927, Moon Taxi, Odesza, ASAP Rocky, Bassnectar
Samsung Galaxy Stage

venerdì: SZA, Glass Animals, Cold War Kids, Alabama Shakes, Paul McCartney

sabato: Catfish and the Bottlemen, Django Django, Death From Above 1979, Tame Impala, Metallica

domenica: Circa Waves, George Ezra, Twenty One Pilots, Of Monsters and Men, Florence and the Machine
Palladia Stage

venerdì: Mighty Oaks, James Bay, Father John Misty, The War on Drugs, Big Once and Trentino

sabato: Beat Connection, GIVERS, Toro Y Moi, Tyler, the Creator, Light Em Up

domenica: Sheppard, Shakey Graves, Angus & Julia Stone, Gogol Bordello, NGHTMRE
Sprint Stage

venerdì: Spookyland, MisterWives, Tove Lo, MS MR, Gary Clark Jr.

sabato: Jessica Hernandez & the Deltas, Ryn Weaver, Charli XCX, WALK THE MOON, Brand New

domenica: The Wombats, Twin Peaks, Marina and The Diamonds, Lord Huron, TV On The Radio
Pepsi Stage

venerdì: Gabriel Garzón-Montano, Kyle Thornton & the Company, Jamestown Revival, BADBADNOTGOOD, BROODS, Philip Selway, First Aid Kit, Sylvan Esso, Flying Lotus

sabato: Mick Jenkins, Raury, Zella Day, Wet, Hermitude, Delta Spirit, Chet Faker, Banks, G-Eazy

domenica: In The Whale, Lion Babe, DMA's, Skylar Spence, Strand of Oaks, Wild Belle, Albert Hammond Jr., FKA twigs, Kygo
BMI Stage

 venerdì: Daye Jack, The New Pacific, Black Pistol Fire, LANY, Bear's Den, BØRNS, Young Thug

 sabato: Janelle Kroll, Hippo Campus, COIN, Pell, White Sea, Elle King, Mt. Eden

 domenica: Atarah Valentine, Zebra Katz, SirenXX, VÉRITÉ, The Lonely Biscuits, Bully, Halsey
Perry's Stage

 venerdì: Slaptop, Peking Duk, DESTRUCTO, What So Not, Mustard, DJ Snake, Dillon Francis, Kaskade

 sabato: Jack Novak, SNBRN, Travi$ Scott, CAKED UP, RL Grime, Boys Noize, Carnage, Alesso

 domenica: jackLNDN, Black Tiger Sex Machine, Alison Wonderland, Mako, Galantis, LOGIC, The Chainsmokers, Nicky Romero, NERO

#### Lollapalooza Berlin
Luogo: Tempelhof Airport di Berlino, Germania.
Date: 12-13 settembre
Main Stage 1
sabato: Joywave, James Bay, Parov Stelar Band, Bastille, Macklemore & Ryan Lewis
domenica: Wolf Alice, Stereophonics, Belle & Sebastian, Sam Smith, Muse
Main Stage 2
sabato: Razz, Everything Everything, Mighty Oaks, FFS (Franz Ferdinand & Sparks), Deichkind
domenica: Coasts, Brand New, My Morning Jacket, Beatsteaks, Seeed
Alternative Stage
sabato: Parquet Courts, Glass Animals, MS MR, Hot Chip, Chvrches, The Libertines
domenica: Dawes, Pond, Clean Bandit, Run the Jewels, Crystal Fighters, Little Dragon, Tame Impala
Perry's Stage
sabato: David K., Hayden James, The 2 Bears, Perry/Etty vs. Joachim Garraud, Digitalism, Dog Blood (Skrillex & Boys Noize), Fatboy Slim
domenica: Hugel, Felix Jaehn, Klangkarussell, Kygo, Robin Schulz, Dada Life, Martin Garrix

### 2016

#### Lollapalooza Chile
Luogo: Parque O'Higgins di Santiago, Cile.
Date: 19-20 marzo
Eminem, Florence + The Machine, Jack Ü, Mumford & Sons, Noel Gallagher's High Flying Birds, Brandon Flowers, Tame Impala, Zedd, Kaskade, Die Antwoord, Alabama Shakes, Of Monsters and Men, Bad Religion, Jungle, Odesza, Twenty One Pilots, Ghost, Halsey, Albert Hammond, Jr., Walk the Moon, RL Grime, Zeds Dead, Flosstradamus, Marina & the Diamonds, Duke Dumont, Eagles of Death Metal, Candlebox, A-Trak, Gepe, Javiera Mena, Babasónicos, Movimiento Original, Gramatik, Matthew Koma, Seeed, The Joy Formidable, Bitman & Roban, Ases Falsos, Vintage Trouble, Föllakzoid, Tinariwen, Jiminelson, Aguaturbia, Tiano Bless, Jack Novak, Magaly Fields, Oddó, La Guacha, DJ Who, Tunacola, The Suicide Bitches, Kuervos del Sur, Rootz Hi-Fi & M8cky Banton, Telebit, Planeta No, Julius Popper y Stone Giant.

#### Lollapalooza Argentina
Luogo: Hipódromo de San Isidro di Buenos Aires, Argentina
Date: 18-19 marzo
Eminem, Florence + The Machine, Jack Ü, Mumford & Sons, Noel Gallagher's High Flying Birds, Tame Impala, Zedd, Kaskade, Die Antwoord, Alabama Shakes, Of Monsters and Men, Babasónicos, Illya Kuryaki & The Valderramas, Marina & the Diamonds, Odesza, Twenty One Pilots, Halsey, Bad Religion, Jungle, Albert Hammond Jr, Ghost, Walk The Moon, Flosstradamus, RL Grime, Zeds Dead, A-Trak, Carajo, Eruca Sativa, Eagles of Death Metal, Sig Ragga, Duke Dumont, The Joy Formidable, Meteoros, Rosario Ortega, Victoria Bernardi, Seeed, Gramatik, Vintage Trouble, Matthew Koma, Jack Novak, Leo Garcia, El Kuelgue, Los Espíritus, Zuker, Festa Bros, Villa Diamante, Juan Ingaramo, Solimano Live, Eric Mandarina, Frane y la Faktor Band, y Stone Giant.

### 2017

#### Lollapalooza Cile
Luogo: Parque O'Higgins di Santiago, Cile.
Date: 1-2 aprile
Metallica, The Strokes, The Weeknd, The XX, Flume, Martin Garrix, Duran Duran, Two Door Cinema Club, Rancid, The 1975, G-Eazy, Tove Lo, Melanie Martínez, Cage the Elephant, MØ, Marshmello, Nervo, Oliver Heldens, Catfish and the Bottlemen, Glass Animals, Vance Joy, Jimmy Eat World, Tchami, Don Diablo, Tegan and Sara, Lucybell, Alex Anwandter, Bomba Estéreo, Griz, Gondwana, Weichafe, Silversun Pickups, Borgore, La Pozze Latina, Alok, Dj Who, We Are The Grand, Villa Cariño, Zaturno ft. McPiri, Mad Professor, (Me Llamo) Sebastián, López, Liricistas, Newen Afrobeat, Rootz Hifi & M8cky Banton, Prehistoricos, Crisalida, Roman & Castro, Mariel Mariel, Temple Agents, Dr. Vena, Chicago Toys, Paz Court, Boraj, 8Monkis, Rey Puesto, Enrique Icka, Tus Amigos Nuevos, Vives y Forero, Rod Valdes, Amahiro.

#### Lollapalooza Argentina
Luogo: Hipódromo de San Isidro di Buenos Aires, Argentina
Date: 31 marzo-1º aprile
Metallica, The Chainsmokers, The Strokes, The Weeknd, The XX, Flume, Martin Garrix, Two Door Cinema Club, Rancid, Duran Duran, The 1975, G-Eazy, Tove Lo, Melanie Martinez, León Gieco, Lisandro Aristimuño, MØ, Cage the Elephant, Marshmello, Glass Animals, Oliver Heldens, Catfish and The Bottlemen, Nervo, Tegan and Sara, Turf, Poncho, Tchami, Don Diablo, Criolo, Palo Pandolfo, Vance Joy, Mad Professor, Nicola Cruz, Campo, Griz, Silversun Pickups, Alok, Borgore, La Yegros, Sara Hebe, El Plan de la Mariposa, Deny, Bestia Bebé, Huevo, Bándalos Chinos, DJ Paul, Malevo, Fianru, Un Planeta, Usted Señálemelo, La Máquina Camaleón, Joystick.

### 2018

#### Lollapalooza Cile
Luogo: Parque O'Higgins di Santiago, Cile.
Date: 16-17-18 marzo
Pearl Jam, The Killers, Red Hot Chili Peppers, LCD Soundsystem, Lana Del Rey, Imagine Dragons, Chance the Rapper, Wiz Khalifa, DJ Snake, Kygo, Hardwell, The National, Liam Gallagher, Khalid, Galantis, David Byrne, Royal Blood, Mon Laferte, Yellow Claw, Dillon Francis, Anderson Paak & The Free Nationals, Tyler, the Creator, Mac Miller, DVBBS, Milky Chance, Mac Demarco, Spoon, The Neighbourhood, Metronomy, Volbeat, Camila Cabello, Zara Larsson, Alan Walker, Alison Wonderland, Chancho En Piedra, NGTHMRE, What So Not, Cheat Codes, Los Jaivas, Oh Wonder, Kaleo, Bajofondo, Deorro, Thomas Jack, Shiba San, Latin Bitman, Sinergia, Anita Dinamita, Louis The Child, Quique Neira & Tiano Bless,
Las Pelotas, Movimiento Original, Alain Johannes Trío, Pedro Piedra, Moral Distraída, Fernado Milagros, ZOÉ, Tash Sultana, Matanza, Whethan, De Kiruza, Cordillera, Como Asesinar A Felipes, Vicente Sanfuentes, Kuervos del Sur, Damas Gratis, Santaferia, Boom Boom Kid, El Búho, Rootz HiFi, The Ganjas, Amilcar, Ego Kill Talent, Shoot The Radio, Roman & Castro, DJ Caso, Maxi Vargas, Ceaese, Mkrni, Spiral Vortex, Mitú, Camileazy, Kapitol, Jordan Ferrer, Ribo, Tentempiés, DJ Mel, Hedo, Alex June, Rubio, Hausi Kuta, DJ Nea, Tumu Tapu, Fuglar, Zsanchos, 31 Minutos, Laguna y el Río, Deep Roy, Los Fi, School Of Rock, Olhaberry el Mago del Fin Del Mundo, El Barco Volador, The Alive, Los Frutanes.

#### Lollapalooza Argentina
Luogo: Hipódromo de San Isidro di Buenos Aires, Argentina
Date: 16-17-18 marzo
Red Hot Chili Peppers, Pearl Jam, The Killers, Imagine Dragons, Lana Del Rey, LCD Soundsystem, Chance the Rapper, Wiz Khalifa, DJ Snake, Kygo, Hardwell, Liam Gallagher, The National, Khalid, David Bryne, Galantis, Royal Blood, Las Pelotas, Bajofondo, Damas Gratis, Yellow Claw, DVBBS, Dillon Francis, Tyler, the Creator, Mac Miller, Anderson. Paak & The Free Nationals, Mac Demaro, Metronomy, Milky Chance, Dante Spinetta, Emmanuel Horvilleur, Camila Cabello, Spoon, The Neighbourhood, Volbeat, Zara Larrson, Mon Laferte, Zoé, Miranda!, Los Espiritus, To Marevaca, Alan Walker, Alison Wonderland, Oh Wonder, Deorro, Cheat Codes, Marilina Bertoldi, Clubz, Bambi, Barco, Indios, Mi amigo invencible, Octafonic, Leo Garcia + Benito Cerati, Militantes del Climax, Nightmre, What So Not, Oriana Sabbatini, Nathy Peluso, Jesse Baez, Tash Sultana, Mitú, Kaleo, Satélite 23, Jakob Ogawa, Luca Bocci, Thomas Jack, Shiba San, Louis the Child, Ela Minus, Dj Who, Whethan, Aloe, Isla de Caras, Halpe, El jardin de ordoñez, Valdes, El Zar, Nene Almibar, Programa e Pyura.

## Lollapalooza in televisione
Il Lollapalooza è citato in un episodio della serie I Simpson intitolato Homerpalooza. Nell'episodio, Homer porta Bart e Lisa ad un festival di musica alternativa chiamato Hullabaaaaaaaalooza. Questo festival include i Cypress Hill, Peter Frampton, gli Smashing Pumpkins e i Sonic Youth.
In un episodio della quarta serie di South Park, intitolato Timmy 2000, Timmy si unisce alla band Lords of the Underworld che si esibisce al Lalapalalapaza festival.
In un episodio di The Big Bang Theory il personaggio di Penny cita il cast di Lollapalooza durante un litigio con Leonard.
Nell'undicesimo episodio della prima serie di Daria i protagonisti cercano di raggiungere Alternapalooza, ma sono fermati da un inconveniente.
Viene inoltre fatto riferimento al Lollapalooza più volte nella nota serie How I Met Your Mother, nella quale Ted e Marshall erano soliti andare a questo festival e "farsi molti panini" (uno degli aspetti particolari e ricorrenti della fortunata serie statunitense è infatti il riferimento a droga, sesso e altre attività "immorali" come a normali oggetti, attività e cibi quotidiani; questo in quanto Ted, narrando ai figli, cerca di non dare un'immagine troppo dissoluta di sé. Nella fattispecie, mangiare panini rappresenta il fumare marijuana).

## Lollapalooza nel cinema
- Project Almanac (D. Israelite, 2015)